# Forte di Nago
Il forte di Nago (in tedesco Straßensperre Nago) è una fortezza austro-ungarica che si trova a Nago, frazione di Nago-Torbole, sulle sponde settentrionali del lago di Garda in Trentino. Il forte appartiene al subrayon III del più grande complesso di fortificazioni austriache al confine italiano.

## Storia

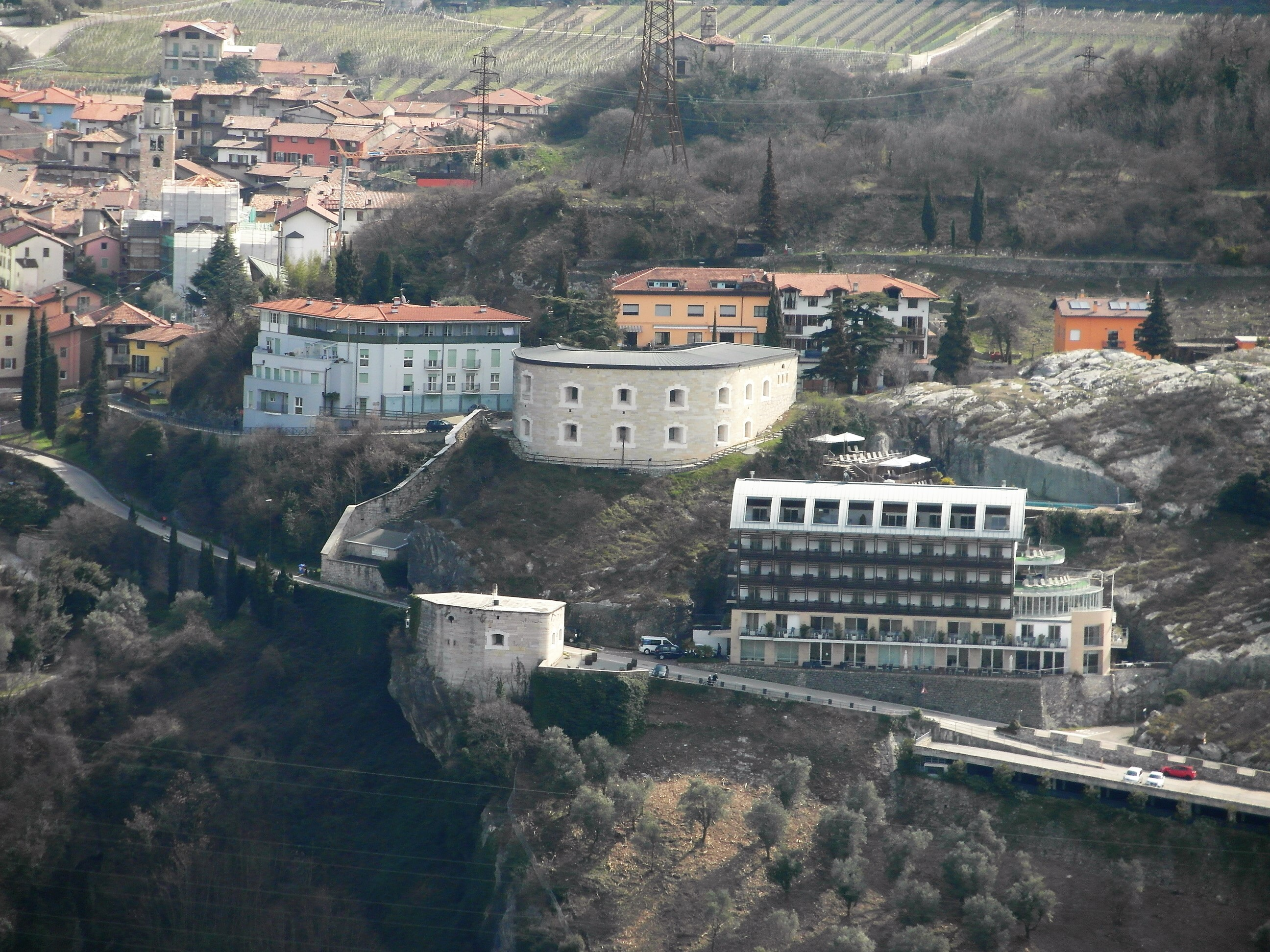
Vista del forte dal monte Brione

Il forte di Nago è un importante elemento della cintura di difesa (più o meno trenta fortificazioni) che fu decisa dall'allora governo austro-ungarico dopo la perdita della Lombardia a seguito della seconda guerra di indipendenza.
Il 21 dicembre del 1859 fu approvato il progetto di costruzione del forte, che fu iniziato a costruire il 1º giugno 1860 dalla ditta Tomasini, ultimato il 5 gennaio 1861 e collaudato nel 1863. Il forte era in blocchi di pietra calcarea, apparteneva quindi alla prima generazione delle fortificazioni. Il forte si trova vicino al Castel Penede, distrutto nel 1703.
Il forte era suddiviso in due parti, disposte su due diversi livelli ma connesse da una scalinata, interrotta da una polveriera. La parte superiore era più grande, mentre quella inferiore era più piccola.
La fortezza superiore aveva 8 cannoniere al piano terra e 6 al piano rialzato, oltre che ad 11 feritoie al primo piano e 13 al secondo, da arma personale. Era quindi l'unico esempio, tra i forti di prima generazione, di difesa verticale.
Aveva anche la funzione di tagliata chiudendo la rotabile con un portone di ferro. Le mura del forte vanno dai 2,20 metri delle fondamenta ai 1,90 delle mura esposte. All'interno il forte aveva una sorgente di acqua potabile, che lo rendeva autonomo.
L'armamento serviva per sbarrare l'Alto Garda e il Passo San Giovanni, ma durante la Grande Guerra, precisamente il 24 maggio 1915, venne disarmato. La guarnigione del forte era composta da 5 ufficiali e 148 uomini.

## Armamento
- un obice da 15 cm M 61
- quattro pezzi da 12 cm M 73
- dieci pezzi da 10 cm M 63

Nel 1913 risultano altri sei pezzi da 9 cm M 75/76.